# Gholam Ali Baratzadeh
Gholam Ali Baratzadeh (również, Gholamali Baratzadeh; ur. 29 kwietnia 1985 w Teheranie) – irański wspinacz sportowy. Specjalizował się w boulderingu w prowadzeniu. Mistrz Azji z 2013 w boulderingu oraz w prowadzeniu.

## Kariera sportowa
W 2013 w Teheranie na mistrzostwach Azji zdobył dwa złote medale w konkurencjach; w boulderingu oraz w prowadzeniu. 

## Osiągnięcia

### Mistrzostwa świata
| Konkurencje | 2016 |
| Bouldering  | 23   |

### Mistrzostwa Azji
| Konkurencje       | 2005 | 2010 | 2013 | 2015 | 2016 | 2017 | 2018 | 2019 |
| Bouldering        | —    | 5    | 1    | 7    | 16   | 6    | 14   | 12   |
| Prowadzenie       | 10   | 13   | 1    | 26   | —    | —    | 14   | 14   |
| Wsp. na czas      | —    | 25   | 22   | —    | —    | —    | 38   | —    |
| Wspinaczka łączna | —    | —    | —    | —    | —    | —    | 18   | 18   |